# Casque du Marboré
Casque du Marboré, Casque de Gavarnie lub po prostu Casque (hiszp. Casco de Marboré, Casco de Gavarnie, El Casco) – szczyt w Pirenejach. Leży na granicy między Francją (departament Pireneje Wysokie) a Hiszpanią (prowincja Huesca, w regionie Aragonia). Należy do podgrupy Ordesa i Monte Perdido w Pirenejach Centralnych.